# Universidad de Túnez

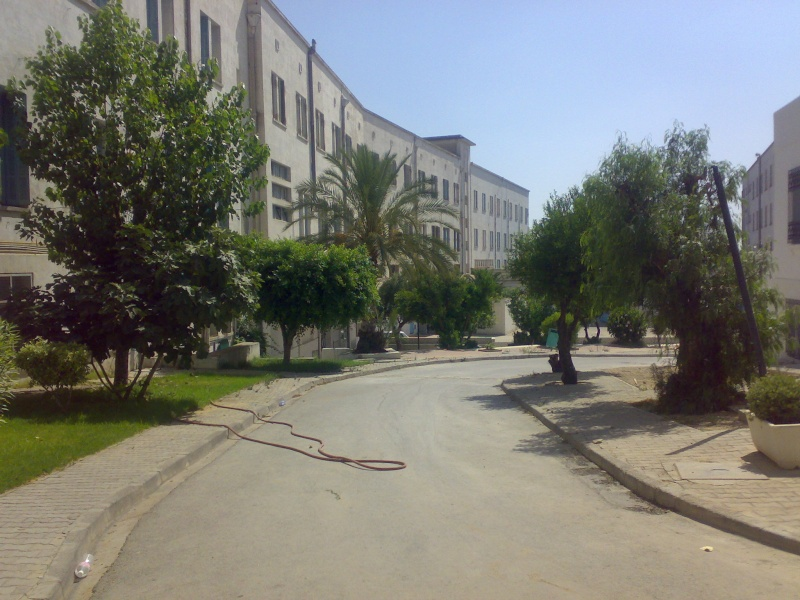
La Universidad de Túnez. Edificio del Instituto Preparatorio de Estudios de Ingeniería.

La Universidad de Túnez es una universidad con sede en Túnez (Túnez). 
Fue fundada en 1960 sustituyendo a las escuelas universitarias existenes. En 1988 se dividió en 3 instituciones, las universidades de Túnez I, II y III, a raíz de la reestructuración de las instituciones de educación superior e investigación científica. Desde 2000 estas tres universdidades mantienen cuatro ubicaciones.
La Universidad de Túnez cuenta con sesenta especialidades distribuidas entre 15 instituciones de educación superior e investigación. Tiene alrededor de 32.000 estudiantes supervisados por más de 1.300 profesores. 
El año académico 2004-2005 aumentó la apertura al exterior para permitir la cooperación entre las universidades con el fin de contribuir al logro de un espacio euromediterráneo de educación superior e investigación.

## Facultades
- Facultad de Ciencias Humanas y Sociales

## Escuelas e institutos
- Escuela Normal Superior
- Escuela Superior de Economía y Gestión de Empresas
- Escuela de Graduados de Ciencia y Tecnología
- Instituto Superior de Educación y Formación Continua
- Instituto Superior de Estudios Aplicados en Humanidades
- Instituto Superior de Bellas Artes
- Instituto Preparatorio de Estudios de Literatura y Humanidades
- Instituto Superior de Arte Dramático
- Instituto Superior de la Animación para la Juventud y Cultura
- Instituto Superior de Gestión
- Instituto Preparatorio de Estudios de Ingeniería
- Instituto Superior de Música
- Instituto Superior de Oficios